# Charles Marie Philippes de Kerhallet
Charles Marie Philippes de Kerhallet (Rennes, 17 septembre 1809 - Paris, 16 février 1863) était un lieutenant de vaisseau qui, le 10 février 1842, sous le règne de Louis-Philippe Ier, a signé le traité de Grand-Bassam avec Attékéblé, un négociant africain qui se présente comme le souverain de Grand-Bassam. Cette localité englobait l'actuelle métropole économique de Côte d'Ivoire, Abidjan.
Par ce traité, la France établit son protectorat sur la lagune de Grand-Bassam, et, en échange de la location d'un fort sur la lagune, elle s'engage à payer au souverain et à ses héritiers une « coutume » de 4 000 francs par an jusqu'en 1915.

## Biographie
Né le 17 septembre 1809 à Rennes de Michel Charles Marie Philippes de Kerhallet et de Marie Anne Angélique Claudine Belletier de l'Étang.
Il fait ses études au collège royal d'Angoulême. Il est enseigne de vaisseau en 1832, lieutenant de vaisseau en 1837, capitaine de corvette en 1846, commandant de corvette en 1849 et capitaine de vaisseau en 1854.
Il navigue au Brésil, aux Antilles, et effectue des recherches cartographiques sur les côtes occidentales d'Afrique.
Il épouse à Paris le 1er mars 1848 Fanny Tixier fille de Jean Tixier et de Adelaïde Emeline Fanny Biesta. Le couple a deux enfants, une fille Anne Fanny Marie née le 16 avril 1849 et un fils Georges Hippolyte Charles né le 11 juin 1851 héritier du Château d'Aguesseau à Trouville-sur-Mer.
Il meurt à Paris le 16 février 1863. Il est enterré au cimetière de Père-Lachaise (7e division) dans la sépulture de la famille de sa femme (famille Tixier).
Un canot de sauvetage porte son nom.

## Décoration
- Commandeur de la Légion d'honneur (12 août 1860)[4]

## Publications
- Manuel de la Navigation a la Cote Occidental d'Afrique, 1852 (3 tomes)
- Manuel de la navigation dans la mer des Antilles et dans le golfe du Mexique, Firmin Didot frères, Dépôt général de la Marine, 1853-54 tome 1 ; tome 2 ; appendice
- avec Antoine-Joseph de Fréminville, Eugène Boutroux, Paul-Augustin Terquem, Charles Laboulaye, Guide du marin, résumé des connaissances les plus utiles aux marins, Eugène Lacroix éditeur, Paris, 1863 tome 1, tome 2
- Instructions pour une partie de la côte du Brésil et pour la Casamance
- Instruction pour remonter la côte du Brésil, depuis San-Luiz de Maranhaō jusqu'au Para, pour descendre La Rivière de ce nom et pour en débouquer, Paris : Imprimerie royale, 1841 lire en ligne
- Descriptions nautiques d'une portion de la côte occidentale d'Afrique et des îles du Cap-Vert
- Instructions nautiques sur la côte occidentale d'Afrique, comprenant le Maroc, le Sahara, et la Sénégambie
- Manuel de la navigation dans la mer des Antilles et dans le golfe de Mexique
- Carte des courants généraux dans l' Océan Atlantique
- avec Alexandre Le Gras , Madère, les îles Salvages et les îles Canaries, Imprimerie de P. Dupont, 1868